# Réflexe ostéotendineux
 (janvier 2024).
Si vous disposez d'ouvrages ou d'articles de référence ou si vous connaissez des sites web de qualité traitant du thème abordé ici, merci de compléter l'article en donnant les références utiles à sa vérifiabilité et en les liant à la section « Notes et références ».
Le réflexe ostéotendineux (ou réflexe d'extension) est la contraction réflexe d'un muscle étiré brusquement, composé de deux éléments : une voie monosynaptique excitatrice ou « réflexe myotatique » (entraînant la contraction du muscle qui a été étiré) et une voie polysynaptique entraînant le relâchement du muscle antagoniste du muscle étiré. Il est recherché systématiquement par le médecin au cours de l'examen neurologique, en particulier sur les muscles extenseurs des membres inférieurs. C’est un examen diagnostique simple, rapide à effectuer et non invasif.
Le réflexe myotatique est un exemple de réflexe spinal ou médullaire, c'est-à-dire géré uniquement au niveau de la moelle spinale. Cela permet une réponse plus rapide que s'il devait y avoir conscientisation du mouvement du muscle et ordre conscient de se contracter. Ce réflexe est une réponse involontaire et stéréotypée.
La liste suivante décrit les différents types de réflexes ostéotendineux.
Pour le membre supérieur :
- bicipital : il est recherché en plaçant son pouce sur la face interne du coude, au niveau du tendon du biceps et en percutant le pouce. Ce réflexe met en jeu la racine C5 de la moelle spinale et provoque la flexion de l'avant-bras sur le bras ;
- stylo-radial : percuter la styloïde radiale, en laissant l'avant-bras fléchi et détendu. Ce réflexe passe par la racine C6 ;
- ulno-pronateur : percuter la styloïde ulnaire, en position avant-bras demi-fléchi et en légère supination, entraîne la pronation de la main : racine C8 ;
- tricipital : il est recherché en laissant pendre l'avant-bras et en percutant le tendon du triceps situé au-dessus du coude, au niveau de l'olécrane. Ce réflexe met en jeu la racine C7 ;
- palmaire : l'examinateur percute la face antérieure du poignet (tendon du fléchisseur long des doigts) et obtient normalement une flexion des doigts. Explore la racine C8.

Pour le membre inférieur :
- rotulien (ou patellaire) : le genou doit être fléchi et les muscles de la cuisse relâchés. La percussion du ligament rotulien (ou patellaire) entraîne l'extension de la jambe par contraction du quadriceps. Ce réflexe spinal est provoqué par les racines L3-L4. Ce réflexe peut être utilisé par un médecin pour tester l'état de la moelle spinale et des structures cérébrales supérieures : si elles sont endommagées, le réflexe est exacerbé ;
- achilléen (ou calcanéen) : il faut percuter le tendon d'Achille (ou calcanéen), le patient étant positionné à genoux. La racine S1 provoque la contraction du muscle triceps sural (flexion plantaire du pied).

## Nature
Le réflexe myotatique est un réflexe de nature excitatrice :
- ses fibres afférentes entrent dans la moelle spinale : ce sont les axones ramifiés sur dans le fuseau neuromusculaire du muscle ;
- les fibres efférentes sortent de la moelle épinière : ce sont les axones des motoneurone alpha du muscle homonyme et synergique ;
- aptitude d'avoir une contraction réflexe d'un muscle provoquée par son propre étirement (des aptitudes reliées aux activités motrices).

Ce réflexe assure en partie le tonus musculaire nécessaire au maintien de la posture. Il repose sur différentes populations de neurones : 
- les neurones sensoriels, en liaison avec les récepteurs sensibles à l'étirement : les fuseaux neuromusculaires ;
- les motoneurones des muscles extenseurs (qui sont étirés) et les motoneurones des muscles fléchisseurs antagonistes dont les axones aboutissent aux fibres musculaires (plaques motrices) ;
- les interneurones inhibiteurs faisant connexion entre les neurones sensoriels et les motoneurones des muscles antagonistes.

## Mécanisme

Schéma fonctionnel de l'arc réflexe

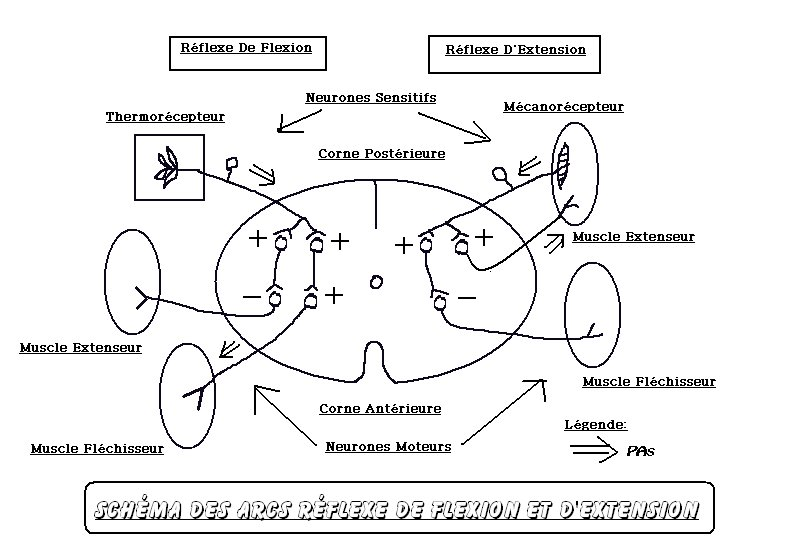
Réflexe de flexion et d'extension

L'étude expérimentale du réflexe achilléen ou du réflexe rotulien (en) montre qu'interviennent successivement :
- des récepteurs sensoriels (les fibres Ia) capables de détecter un étirement du muscle et de convertir ce stimulus en un message nerveux afférent sensitif : les fuseaux neuromusculaires ;
- des fibres nerveuses sensitives, conduisant des fuseaux neuromusculaires à la moelle spinale le message afférent sensitif ;
- un centre nerveux, ici la moelle spinale qui va intégrer, analyser ce message et élaborer une réponse, un message efférent ;
- des fibres nerveuses motrices, qui transmettent au muscle qui s'étire le message efférent, qui lui donne l'ordre de se contracter, ainsi  qu'au muscle antagoniste correspond un message inhibiteur (par l'intermédiaire d'un interneurone) qui lui donne l'ordre de se relâcher pour ne pas faire obstacle à la contraction.

Dans le cas du réflexe rotulien, un léger coup sur le ligament au-dessous de la patella provoque l'étirement du muscle extenseur de la jambe qui est mesuré par un mécanorécepteur, le fuseau neuromusculaire. Quand l'étirement est supérieur à un seuil, il y a formation d'un potentiel d'action qui se propage le long des fibres nerveuses innervant le fuseau neuromusculaire. On dénomme communément ces fibres Ia et II en fonction de leur diamètre (les fibres Ia étant les plus grosses). En fait, on observe une salve de potentiels d'action dont la fréquence augmente avec l'intensité de l'étirement du muscle. C'est le message nerveux afférent qui se propage jusqu'à la moelle spinale. Les fibres Ia sont connectées aux motoneurones innervant le muscle activé. Lorsque le potentiel d'action arrive au niveau des terminaisons de la fibre Ia, il se produit une libération de glutamate au voisinage des motoneurones. Le glutamate va activer différents récepteurs situés sur la membrane des motoneurones, et ainsi générer une dépolarisation de ceux-ci. Si la dépolarisation est suffisante, un potentiel d'action sera généré dans le motoneurone et se propagera le long de son axone, jusqu'au muscle étiré. Ce dernier est excité, il se contracte, ce qui entraîne l'extension de la jambe. Entre la stimulation (coup sur le ligament rotulien) et la réaction (extension de la jambe), il s'est écoulé moins de 40 millisecondes.

## Organisation de l'arc réflexe
L'ensemble des acteurs intervenant dans ce mécanisme (récepteur-voie afférente-centre nerveux-voie efférente-effecteur) constitue un arc réflexe. Dans ce cas, le centre étant la moelle spinale, le réflexe est qualifié de médullaire. Il est monosynaptique : une seule synapse (entre le neurone sensitif et le motoneurone) existe dans l'arc réflexe.
En fait, le message nerveux est un potentiel global du nerf, somme algébrique de tous les potentiels d'action se propageant le long des différentes fibres nerveuses (dendrites et axones) constituant le nerf. Le nerf fémoral qui intervient lors du réflexe rotulien est un nerf mixte : il possède à la fois des fibres sensitives (dendrites issues des fuseaux neuromusculaires) et des fibres motrices (axones des motoneurones).
L'excitation des motoneurones innervant un muscle donné (ici, le muscle extenseur de la jambe) s'accompagne toujours de l'inhibition des motoneurones (synapse inhibitrice) innervant les muscles antagonistes (ici, les muscles fléchisseurs de la jambe).
Les motoneurones sont reliés à l'encéphale par des voies descendantes (contrôle du réflexe, par un acte volontaire). Ces mécanismes sont différents du réflexe.
Le réflexe myotatique met en jeu un arc réflexe qui comporte cinq éléments : un récepteur, une voie afférente, un centre d'intégration, une voie efférente et un effecteur.

### Récepteur
Ce sont les fuseaux neuromusculaires. Ils sont des récepteurs capables de détecter l'étirement du muscle et le convertir en stimulus. On distingue deux types : les récepteurs primaires (ou fibre intrafusale à sac nucléaire) et les récepteurs secondaires (ou fibre intrafusale à chaîne nucléaire). La différence de ces fibres est dans leur fonctionnement : les récepteurs primaires sont sensibles à la fois à l’allongement du muscle et à la vitesse de cet allongement, alors que les récepteurs secondaires n'interviennent que dans l'encodage du degré d'allongement.

### Voie afférente
Ce sont des fibres sensitives qui partent à partir du fuseau. On distingue deux types, selon l'origine où ces fibres prennent naissance. En effet, les fibres Ia prennent naissance à partir des récepteurs primaires et secondaires alors que les fibres II prennent naissance à partir des récepteurs secondaires seulement. Le type de la fibre (myélinisée et de gros calibre) reste cependant le même.
(le « a » de l'appellation « fibres Ia » permet de ne pas confondre les deux types de fibre I, le type Ib étant la voie afférente d'un autre réflexe médullaire : le réflexe tendineux) 

### Centre d'intégration
C'est le motoneurone alpha qui se trouve dans la corne antérieur du segment médullaire correspondant au muscle étiré.

### Voie efférente
Ce sont des fibres myélinisées et de grand diamètre qui correspondent aux axones des motoneurone alpha.

### Effecteur
C'est le même muscle qui a été étiré au départ.

## Technique de recherche
Pour mettre en évidence les réflexes ostéotendineux, le sujet doit être en complet relâchement musculaire. Parfois ce relâchement est difficile à obtenir chez certains patients et le médecin peut alors :
- utiliser la manœuvre de Jendrassik qui consiste à demander au patient d’effectuer une contraction musculaire active dans un territoire à distance (augmentation du tonus gamma qui permet de pré-dépolariser les fibres nerveuses). Par exemple d’effectuer une forte traction sur ses mains lors de la recherche du réflexe du ligament rotulien ;
- détourner l’attention du patient.

Une fois le relâchement musculaire obtenu, une percussion brusque sur le tendon musculaire par un marteau à réflexe entraîne, chez le sujet sain une contraction unique du muscle correspondant.

## Signification clinique
L'amplitude et la vitesse de la contraction musculaire observée, c'est-à-dire la « vivacité » du réflexe obtenu lors la percussion tendineuse est variable même chez les sujets normaux. Par rapport à un réflexe de vivacité normale, on parle d'hyporéflexie si la vivacité du réflexe est diminuée et d'hyperréflexie si elle est augmentée.
Les variations pathologiques sont :
- l'aréflexie ou absence du réflexe ;
- réflexe pendulaire : la réponse à la percussion est normale mais à la suite de la contraction lorsque le membre reprend sa position de repos, le muscle se contracte de nouveau plusieurs fois créant de petites oscillations autour de cette position de repos ;
- une réponse exagérée : on considère l'hyperéflexie comme pathologique si la contraction est répétitive, propagée (ou diffusée) aux autres muscles, ou s'il existe un élargissement de la zone permettant d'obtenir le réflexe lors de la percussion (extension de la zone « réflexogène »). Une hyperréflexie anormale signe une atteinte du faisceau pyramidal.

L’examen des réflexes se fait de manière bilatérale et comparative, toute asymétrie est pathologique.
Ces réponses anormales peuvent correspondre dans certains cas à des signes de maladie :
- sciatique : réduction du réflexe rotulien, abolition ou réduction du réflexe achilléen ;
- maladie de Kugelberg-Welander : réflexes perturbés, voire abolis ;
- réflexes présents en paralysie tonique, mais absent en paralysie flasque ;
- tabès : abolition du réflexe rotulien ;
- chorée : réflexes pendulaires ;
- etc.